# Ракитан
Ракитан је ненасељено острвце Шибенски архипелаг, у хрватском делу Јадранског мора.
Острвце на којем се налази југоисточно од острва Зларина, између острвца Облик и Дрвеник. Површина му износи 0,115 км². Дужина обалске линије је 1,33 км.. Највиши врх на острву је висок 30 метра. 